# Милон Кротонский
Мило́н Крото́нский (Милон из Кротона, греч. Μίλων, 2-я пол. VI в. до н. э.) — греческий атлет из италийского Кротона. Упоминался Геродотом (3,137), Пиндаром, Плутархом и другими древнегреческими и римскими авторами.

## Биография
Сын Диотима из Кротона, начал принимать участие в Олимпийских играх ещё мальчиком. Согласно Павсанию, его изваял Дамей, тоже родом кротонец, причём «говорят, будто Милон сам принёс в Альтис свою статую».
Состязаясь в борьбе, он шесть раз оставался победителем на Олимпийских играх, семь раз на Пифийских, девять на Немейских и десять на Истмийских.
О его силе античные авторы рассказывали различные анекдоты. Так, однажды на Олимпийских играх он поднял на плечи четырёхлетнего быка и с ним четыре раза обошёл кругом олимпийское ристалище. Согласно Павсанию: «он так крепко держал яблоко, что другие, как ни старались изо всех сил отнять его, не могли этого сделать, и в то же время он держал его так нежно, что сам он ничуть не сдавливал это яблоко и его не повредил. А затем, стоя на диске, намазанном маслом, он смеялся над теми, кто нападал на него и хотел его столкнуть с диска». Клавдий Элиан уточняет, что его возлюбленная в состязаниях с ним не раз без труда отнимала у него это гранатовое яблоко, «отсюда можно заключить, что Милон был мощен телом, но слаб духом».
Также он обвязывал лоб верёвкой, и силой напряжения жил на лбу рвал её. Как-то он предложил желающим попробовать отделить мизинец от своей напряжённой ладони, но никто не смог «оторвать» палец от напряжённой кисти. Ещё историю приводит Гай Юлий Солин: «он просто ударом руки принёс в жертву быка, которого без труда в тот же день целиком и съел». Единственный, кто превзошёл его в силе, что признал сам Милон — пастух Титорм. Аристотель сравнивал его с Гераклом (Ethica Nichomachea , II, 6).
Исследователь античной культуры рассматривает упражнения Милона, наподобие ежедневного перенесения на руках подрастающего бычка, как своего рода аскезу.
Страбон говорит, что Милон был учеником Пифагора, который долго жил в Кротоне. «Однажды, как передают, во время общего обеда философов, когда какой-то столб погнулся, Милон подлез под него и спас всех, а затем выбрался сам». Комментаторы могли спутать философа с атлетическим тренером Пифагором Самосским, но также возможно, что тренер и философ были одним и тем же человеком.
Женой Милона, видимо, была пифагорейка Мийя — возможно, дочь Пифагора. По одной из версий, высказанной Диогеном Лаэртским (VIII, 39), Пифагор умер в его доме во время пожара.

### Военная карьера
В битве против сибаритов (510 до н. э.) Милон со львиной шкурой на плечах и с дубиной в руках шёл во главе всего ополчения (Диодор Сицилийский, XII, 9).
Персидские цари Дарий Гистасп и Ксеркс тщетно приглашали Милона посетить их. Согласно Геродоту, породнился с врачом Дария кротонцем Демокедом, отдав ему в жёны свою дочь, за что врач выплатил ему большую сумму.

### Смерть
Многие авторы сообщают об обстоятельствах его смерти, что уже будучи стариком, он захотел разорвать руками пень (согласно Авлу Геллию это был «дуб, зияющий большими трещинами в центральной части ствола»), который клиньями не могли разбить дровосеки, но при этом части пня так сильно стиснули Милона, что он не мог высвободиться и сделался добычей дикого льва. По Павсанию, это было в Кротонской области, а животными были волки. Овидий в «Ибисе» пишет об этом: «Словно Милон, в дубовую щель погрузишь свои руки — / И уж из этой щели больше не вызволишь руки» (перевод М. Л. Гаспарова), а в «Метаморфозах»: «Старый заплакал Милон, увидев, что стали бессильны / Мощные руки его, что, дряблые, виснут» (перевод С. В. Шервинского).

## В искусстве
- Тема смерти Милона многократно отражена в изобразительном искусстве. Наиболее известный пример: скульптура французского мастера Пьера Пюже «Милон Кротонский» (1682, Лувр, Париж).
- Скульптура Этьена Мориса Фальконе «Милон Кротонский». (1754. Мрамор. Лувр, Париж).
- С Милоном Кротонским сравнивает себя Портос в романе Александра Дюма «Двадцать лет спустя»:

— Я слышал, — сказал Портос, — что некий Милон Кротонский проделывал удивительные вещи: он стягивал себе голову верёвкой и движением головных мускулов разрывал её, ударом кулака сваливал с ног быка и уносил его на своих плечах, останавливал лошадь на бегу за задние ноги и тому подобное. Узнав об этом, я проделывал в Пьерфоне всё то же, что и Милон, за исключением одного: не мог разорвать головой верёвку.

— Это потому, что сила у вас не в голове, — сказал д’Артаньян.

— Да, она у меня в руках и в плечах, — наивно ответил Портос.